# Liga Élite de hockey línea 2020-21
La temporada 2020-21 de la Liga Élite de hockey línea la disputan once equipos. El torneo lo organiza la Real Federación Española de Patinaje (RFEP).

## Equipos
| Club                         | Ciudad                |
| Grupo A                      | Grupo A               |
| ---------------------------- | --------------------- |
| Tres Cantos Patín Club       | Madrid                |
| Molina Sport ACEGC           | Gran Canaria          |
| Metropolitano Hockey Club    | Bilbao                |
| CHL Jujol                    | San Juan Despí        |
| HC Playas de Oropesa         | Oropesa del Mar       |
| CHC Las Rozas                | Las Rozas de Madrid   |
| Grupo B                      |                       |
| Espanya Hockey Club          | Mallorca              |
| Hockey Club Castellón        | Castellón de la Plana |
| Hockey Club Rubí Cent Patins | Rubí                  |
| CE Barcelona Tsunamis        | Barcelona             |
| Caja Rural CPLV              | Valladolid            |

## Clasificación

### Grupo A
| | Equipo                    | Puntos | Bonus | J | G | E | P | GF | GC | DG  |
| --- | ------------------------- | ------ | ----- | - | - | - | - | -- | -- | --- |
| 1 | CAJA RURAL CPLV           | 9      | 0     | 4 | 3 | 0 | 1 | 19 | 12 | 7   |
| 2 | ESPANYA HC                | 9      | 0     | 4 | 3 | 0 | 1 | 16 | 14 | 2   |
| 3 | Molina Sport ACEGC        | 6      | 0     | 2 | 2 | 0 | 0 | 17 | 6  | 11  |
| 4 | Metropolitano Hockey Club | 0      | 0     | 0 | 0 | 0 | 0 | 0  | 0  | 0   |
| 5 | HC CASTELLÓN              | 0      | 0     | 4 | 0 | 0 | 4 | 11 | 20 | -9  |
| 6 | Tres Cantos Patín Club    | 0      | 0     | 2 | 0 | 0 | 2 | 6  | 17 | -11 |
| Fuente: Federación Española de Patinaje: Clasificación de la Liga Élite de hockey línea - Grupo A; actualización automática |                           |        |       |   |   |   |   |    |    |     |

### Grupo B
| | Equipo                       | Puntos | Bonus | J | G | E | P | GF | GC | DG  |
| --- | ---------------------------- | ------ | ----- | - | - | - | - | -- | -- | --- |
| 1 | Hockey Club Rubí Cent Patins | 6      | 0     | 2 | 2 | 0 | 0 | 18 | 8  | 10  |
| 2 | HC PLAYAS DE OROPESA         | 4      | 2     | 2 | 0 | 2 | 0 | 8  | 8  | 0   |
| 3 | CHL JUJOL                    | 2      | 0     | 2 | 0 | 2 | 0 | 8  | 8  | 0   |
| 4 | CHC LAS ROZAS                | 0      | 0     | 0 | 0 | 0 | 0 | 0  | 0  | 0   |
| 5 | CE Barcelona Tsunamis        | 0      | 0     | 2 | 0 | 0 | 2 | 8  | 18 | -10 |
| Fuente: Federación Española de Patinaje: Clasificación de la Liga Élite de hockey línea - Grupo B; actualización automática |                              |        |       |   |   |   |   |    |    |     |